# Boáz
A Boáz héber eredetű férfinév (בֹּעָז Bóáz), jelentése: erős, erő van benne, őbenne (az) erő.

## Gyakorisága
Az 1990-es években szórványosan fordult elő, a 2000-es években nem szerepel a 100 leggyakoribb férfinév között.

## Névnapok
- május 22.[2]

## Híres Boázok
- Boaz Mauda izraeli énekes
- Boaz Bibliai személy, Dávid király dédapja (Ruth könyve 4:17)